# Potencial de membrana

Les diferències de concentració de ions en costats oposats d'una membrana plasmàtica condueix a un voltatge anomenat el potencial de membrana. Els valors típics de potencial de membrana oscil·len entre -40 mV i -80 mV. Molts ions tenen un gradient de concentració a través de la membrana, incloent-hi el potassi (K^{+}), que es troba en alta concentració a dins de la membrana i en baixa a fora. Els ions de sodi (Na^{+}) i de clorur (Cl^{–}) es troben en altes concentracions a la regió extracel·lular, i en baixes concentracions a les regions intracel·lulars. Aquests gradients de concentració proveeixen l'energia potencial per a conduir la formació del potencial de membrana. Aquest voltatge s'estableix quan la membrana té permeabilitat a un o més ions. En el cas més simple, il·lustrat aquí, si la membrana és selectivament permeable al potassi, aquests ions carregats positivament poden difondre el gradient de concentració cap a fora de la cèl·lula, deixant enrere càrregues negatives no compensades. Aquesta separació de càrregues és el que causa el potencial de membrana. Nota que les masses de solucions de cada cantó de la membrana són electroneutrals. De la mateixa manera, el sistema com un tot és electroneutral. Les càrregues positives "no compensades" de fora de la cèl·lula, i les càrregues negatives no compensades de dins de la cèl·lula, físicament s'alineen sobre la superfície de la membrana i s'atreuen mútuament a través de la membrana. Així, el potencial de membrana només es localitza físicament immediatament al costat de la membrana. La separació d'aquestes càrregues a través de la membrana és la base del voltatge de membrana. Nota també que aquest diagrama només és una aproximació de les contribucions iòniques al potencial de membrana. D'altres ions incloent-hi el sodi, el clorur, el calci i d'altres juguen un rol més petit, encara que arribin a tenir forts gradients de concentració, perquè tenen una permeabilitat menor que pas el potassi. Clau: Pentàgons blaus - ions de sodi; Quadrats liles - ions de potassi; Cercles grocs - Ions de Clorur; Rectangles taronges - anions (aquests sorgeixen de la varietat de fonts incloent-hi proteïnes). Les grans estructures liles amb una fletxa representen un canal de potassi transmembrànic i la direcció del moviment de potassi net.

El potencial de membrana és el voltatge de la diferència de potencial elèctric d'una cara a l'altra de la membrana plasmàtica d'una cèl·lula. La membrana de les cèl·lules està polaritzada, a causa del fet que hi ha un repartiment desigual de les càrregues elèctriques entre l'interior i l'exterior de la cèl·lula. Això crea una diferència de potencial, sent l'exterior positiu respecte l'interior.
El potencial de membrana és una conseqüència del gradient electroquímic.
L'existència d'aquest potencial de membrana és imprescindible per l'origen i la transmissió de l'impuls nerviós. També es manifesta imprescindibles en les dues fases de la fotosíntesi i en l'activitat mitocondrial (respiració cel·lular).